# ПСФК Черноморец (Бургас)
Вижте пояснителната страница за други значения на Черноморец.
„Черноморец“ е футболен клуб от Бургас, България, създаден през 2005 година. Играе мачовете си на стадион „Черноморец“.

## История
През лятото на 2005 година в Бургас е учреден Общински футболен клуб „Черноморец 919“. По онова време съществува ФК „Черноморец 1919“ в собственост на Ивайло Дражев, който изпада от Б група. Отборите на едноименните клубове се засичат във В футболна група.
След приключването на съдебната регистрация на ОФК Черноморец 919 е предприет опит за сливане с Вихър (Айтос), но той не е успешен и двата отбора продължават да се развиват самостоятелно. Не се стига дори до продажба на лиценза от страна на Вихър, но въпреки това „акулите“ заемат мястото им в югоизточната В футболна група, докато айтозлии остават в А областна. Треньор на бургазлии по това време е Диян Петков.
На спортния терен отборът на ПСФК „Черноморец“ жъне успехи и само за 2 години (2005 – 2007) извървява пътя от В до А футболна група. През юни 2006 г. отборът спечелва Аматьорската футболна купа, след като на финала на националния стадион „Васил Левски“ побеждава Бенковски (Костинброд) с 4:0.
През август 2006 година след решение на Бургаския общински съвет за обединение на съществуващите спортни бази в община Бургас ОФК „Черноморец 919“ се преструктурира в АД и преименува на ПСФК „Черноморец“, като започва да играе на стадион „Лазур“, а президент на отбора става Митко Събев (едновременно президент и на „Нафтекс“, играещ в същата Б футболна група). Димитър Димитров - Херо е треньор на „акулите“.
През сезон 2007/08 „Черноморец“ завършва на 6-о място в елита и придобива правото да представя България в европейския турнир Интертото Къп. В 1-вия кръг от турнира Черноморец отстранява словенския Горица след 1:1 у дома и победа с 2:0 в Словения. В следващия кръг обаче бургазлии допускат две загуби с 0:3 и 0:1 от швейцарския Грасхопер и отпадат от последното в историята издание на Интертото Къп.
През декември 2008 година ПСФК Черноморец Бургас обявява амбициозен план за развитие, според който до пет години отборът трябва да стане шампион на България. За треньор е назначен Красимир Балъков. През юли 2010 година, след различия между собствениците на „Петрол“ АД клубния бюджет е силно намален, а много от служителите са освободени.
Вследствие на намаления бюджет на 6 декември 2010 година Красимир Балъков и екипа му са освободени от Черноморец по взаимно съгласие. Втората половина на сезон 2010/11 е кошмарна за Черноморец и той се срива до осмо място. През това време за няколко месеца на треньорското място се сменят Антон Велков и Георги Василев. На 30 май 2011 година Митко Събев назначава за старши треньор отново Димитър Димитров – Херо. Той привлича предвид намалените финансови възможности предимно футболисти със свободен трансфер, сред които се открояват Жужу, Асис, Шаешу и Боли, а Черноморец постига в края на сезон 2011/12 най-доброто си класиране в историята на клуба – 4-то място в А група с реални шансове за Лига Европа. След промяна на правилата за класиране в Лига Европа от страна на БФС клубът не се класира. След края на сезон 2013/14 Черноморец изпада след 7 години в А група. През следващите 2 години изпада от Б и В група. В първенството на А областна група-Бургас записва 13-о и 12-о място съответно за сезоните 2016/17 и 2017/18. Изхвърлен е в Б областна група-Бургас, заради неплатени стари дългове към чуждестранни футболисти. Сезон 2018/19 е последен за Черноморец Бургас като отбора завършва на 7-о място. На 5 юли 2019 г. Бургаския окръжен съд обявява в несъстоятелност ПСФК Черноморец Бургас и на практика отборът е закрит.

## Наименования
- „Черноморец 919“ (6.7.2005 – 2006)
- „Черноморец“ (2006 – 2019)

## Участия в ЕКТ
Интертото
| Сезон | Турнир    | Етап   | Страна | Отбор        | Домакин | Гост | Резултат |
| ----- | --------- | ------ | ------ | ------------ | ------- | ---- | -------- |
| 2008  | Интертото | 2 кръг |        | ХИТ (Горица) | 1:1     | 2:0  | 3:1      |
| 2008  | Интертото | 3 кръг |        | Грасхопър    | 0:1     | 0:3  | 0:4      |

## Успехи
А група
- 4 място (1 път) – 2012 г.

Източна Б група
- Шампион (1 път) – 2007 г.

Купа на България
- 1/4-финалист (2 пъти) – 2011 и 2014 г.

Купа на Аматьорската футболна лига
- Носител (1 път) – 2006 г.

Купа Интертото
- Финалист (1 път) – 2008 г.

## Спортна база

### Стадион
Домакинските си срещи отборът на „Черноморец“ играе на стадион Лазур. Заради съдебни спорове на Община Бургас с президента на Черноморец Бургас (София) Ивайло Дражев за стадион „Черноморец“ (неизпълнение на клаузите по договора за концесията на стадион „Черноморец“, община Бургас прекратява отношенията си с предишния концесионер Ивайло Дражев), който се намира в квартал Акациите не може да започне изграждането на нов модерен стадион. Според бившия изпълнителен директор на Черноморец Ивайло Николов, съществува проект за съоръжение, което да има 25 000 места, изцяло покрити с козирка, терен, който да отговаря на последните изисквания и запазване и реновиране на 7-те тренировъчни игрища в комплекса, както и бъдат изградени и спортни зали за останалите видове спорт., хотел и магазини 

### Кампус
През юли 2009 година Черноморец започна строеж на нова спортно-тренировъчна база в бургаския квартал Сарафово на стойност 20 млн. евро. Така нареченият кампус „Гнездо на акули“ разполага с 3 игрища, две с естествена и едно с изкуствена тревна настилка. До тях е изградена триетажната административна сграда, с всичко необходимо за пълноценна подготовка, рехабилитация и почивка на футболистите. В кампуса тренират четири формации на клуба, като там ще бъде и административното ръководство на „акулите". Грубият строеж на базата е завършен през май 2010 г. 

## Сезони
- 2005/2006 - 1-во място във В футболна група, 1/16 финалист за Купата на България, печели Купата на Аматьорската футболна лига;
- 2006/2007 - 1-во място в Източна Б футболна група, 1/8 финалист за Купата на България;
- 2007/2008 - 6-о място в А футболна група, 1/8 финалист за Купата на България, участва в летния турнир на УЕФА „Интертото къп“;
- 2008/2009 - 7-о място в А футболна група, 1/16 финалист за Купата на България;
- 2009/2010 - 5-о място в А футболна група, 1/16 финалист за Купата на България;
- 2010/2011 - 8-о място в А футболна група, 1/4 финалист за Купата на България;
- 2011/2012 - 4-то място в А футболна група, 1/8 финалист за Купата на България;
- 2012/2013 - 6-о място в А футболна група, 1/8 финалист за Купата на България;
- 2013/2014 - 11-о място в А футболна група, 1/4 финалист за Купата на България;
- 2014/2015 - 14-о място в Б футболна група, 1/16 финалист за Купата на България;
- 2015/2016 – 17-о място във В футболна група, предварителна фаза за Купата на България;
- 2016/2017 – 13-о място в А областна група-Бургас;
- 2017/2018 – 12-о място в А областна група-Бургас;
- 2018/2019 – 7-о място в Б областна група-Бургас;

## Екипи
- Официален: сини фланелки, сини гащета и чорапи
- Резервен: бели фланелки, гащета и чорапи
- Трети: черни фланелки, гащета и чорапи
- Екипировка: Sportika

## Спонсори
| От   | До   | Спонсор             | Екипировка                               |
| ---- | ---- | ------------------- | ---------------------------------------- |
| 2005 | 2006 | без спонсор         | Tommy                                    |
| 2006 | 2007 | Petrol              | Sportika                                 |
| 2007 | 2009 | без спонсор         | Nike                                     |
| 2009 | 2011 | Quarto              | Puma                                     |
| 2011 | 2013 | без спонсор         | Macron (2011 – 2012) Legea (2012 – 2013) |
| 2013 | 2014 | Masterhaus          | Sportika (2013 – 2014)                   |
| 2014 | 2015 | Balneohotel Pomorie | Sportika (2013 – 2015)                   |

## Треньори
| Треньор                 | От               | До               |
| ----------------------- | ---------------- | ---------------- |
| Диян Петков             | 6 юли 2005       | 2006             |
| Димитър Димитров – Херо | 2006             | 14 декември 2008 |
| Красимир Балъков        | 14 декември 2008 | 6 декември 2010  |
| Антон Велков            | 23 декември 2010 | 21 март 2011     |
| Георги Василев          | 21 март 2011     | 30 май 2011      |
| Димитър Димитров – Херо | 30 май 2011      | 15 май 2014      |
| Тодор Киселичков        | 13 юни 2014      | 5 октомври 2014  |
| Неделчо Матушев         | 7 октомври 2014  | 6 юни 2015       |
| Еролин Кючуков          | 17 юли 2015      | 12 октомври 2015 |

## Чужденци
| Европа - Самвел Мелконян - Матиас Морис - Паскал Борел - Йохен Зайц - Савио Нсереко - Алберто Куадри - Мишел Кручиани - Йосеф Йосефсон - Ванчо Траянов - Александър Дамчевски - Марсио Нуньо - Педриня - Рикардо Андре - Жайме Диаш Браганса - Маркиньо - Чико - Карлос Фонсека - Кристиан Мускалу - Иван Чворович - Александър Стоймирович - Младен Живкович - Муса Койта - Жереми Фо-Поре - Лорис Арно - Гаел Н'лундулу - Осама Мрабет - Жереми Манзоро - Никица Кошутич |  | Африка - Жагурта Хамрун - Янис Юсеф - Наджиб Амари - Исуф Уатара - Годфред Бекое - Кристофър Уалембо - Орелиен Нгейтала - Нилтон Кардосо - Абудрамае Бамба - Яник Боли - Анисе Абел - Аатиф Шаешу - Екундайо Джаейоба - Лис Муйтис - Мохамед Соли - Енис Хайри - Жозюе Баламанджи |  | Южна Америка - Адриан Фернандес - Роберто Карбони - Адалтон Жувенал - Мишел Платини - Антонио Дос Сантос - Габриел Ац - Далмо да Силва - Лоривал Асис - Бруно Оливейра - Ектор Гонсалес |